# Monténégro
Pour les articles homonymes, voir Monténégro (homonymie).
Monténégro
(cnr-Latn) Crna Gora 
(cnr-Cyrl) Црна Гора 
Le Monténégro (en monténégrin : Crna Gora, en cyrillique : Црна Гора, prononcé /ˈt͡sr̩̂ːnaː ˈɡɔ̌ra/ ) est un pays d'Europe du Sud et, plus précisément, des Balkans occidentaux.
Bordé par la mer Adriatique, le pays est frontalier de la Croatie, de la Bosnie-Herzégovine, de la Serbie, du Kosovo et de l'Albanie. Sa capitale, Podgorica, est aussi sa plus grande ville (186 000 habitants en 2011). Son ancienne capitale royale, Cetinje, détient également le titre de « capitale du trône » (prijestonica).
Le pays est indépendant depuis la dissolution de la Serbie-et-Monténégro en 2006. En 2008, le Monténégro a déposé sa candidature d'adhésion à l'Union européenne et devient le 29e membre de l'OTAN en 2017.

## Toponymie
Le nom monténégrin ou serbo-croate du Monténégro, Crna Gora, peut se traduire littéralement par « Montagne Noire » ou « Mont-Noir », en référence aux forêts sombres qui recouvraient autrefois les Alpes dinariques.
Le nom du pays, dans la plupart des langues d'Europe occidentale, dont en français, en italien, en allemand, en roumain (Muntenegru) et en anglais, est tiré du terme vénitien monte negro, qui a la même signification et remonte probablement à l'époque de la domination de Venise sur la région, au Moyen Âge.
D'autres langues, notamment celles parlées aux environs immédiats, ont adopté leur propre traduction de l'expression : c'est ainsi le cas de l'albanais (Mali i Zi), du grec (Μαυροβούνιο / Mavrovoúnio), du turc (Karadağ), du russe (Черногория, Tchernogoria). C'est également vrai pour l'islandais (Svartfjallaland, c'est-à-dire « pays de la montagne noire »), le letton (Melnkalne, « le pays des montagnes noires ») ou même l'arabe (الجبل الأسود, al-jabal ul-'aswad, « la montagne noire »).
Les langues chinoises utilisent la traduction ou la translittération. À Taïwan on utilise la transcription 蒙特內哥羅 / Mēngtènèigēluó (chinois simplifié : 蒙特内哥罗 ; chinois traditionnel : 蒙特內哥羅 ; pinyin : Mēngtènèigēluó), et en Chine continentale la traduction 黑山 / Hēishān, qui signifie littéralement « Montagne noire ».

## Géographie
Le Monténégro est situé dans les Balkans. Son territoire a la forme approximative d'un losange ; il est bordé au nord-est par la Serbie, à l'est par le Kosovo, au sud-sud-est par l'Albanie, au sud-ouest par la mer Adriatique, à l'ouest-nord-ouest par la Croatie et au nord-ouest par la Bosnie-Herzégovine.
Le territoire monténégrin s'étend depuis les hautes montagnes à la frontière avec la Serbie et l'Albanie — une partie des karsts de l'ouest de la péninsule balkanique — jusqu'à une étroite plaine côtière de deux à six kilomètres de large. Cette plaine s'interrompt abruptement au nord, à l'endroit où le mont Lovćen et l'Orjen plongent dans les bouches de Kotor. Ainsi, bien que disposant d'un large débouché sur la mer, le pays ne dispose pas de ports importants en raison d'un littoral très accidenté.
La région karstique du Monténégro se situe à environ 1 000 m d'altitude, certaines parties montant à près de 2 000 m, comme le mont Orjen (1 894 m), point culminant des chaînes calcaires côtières. La vallée de la Zeta est la zone la plus basse, avec une altitude d'environ 500 m. Le Monténégro possède quelques cavités naturelles.

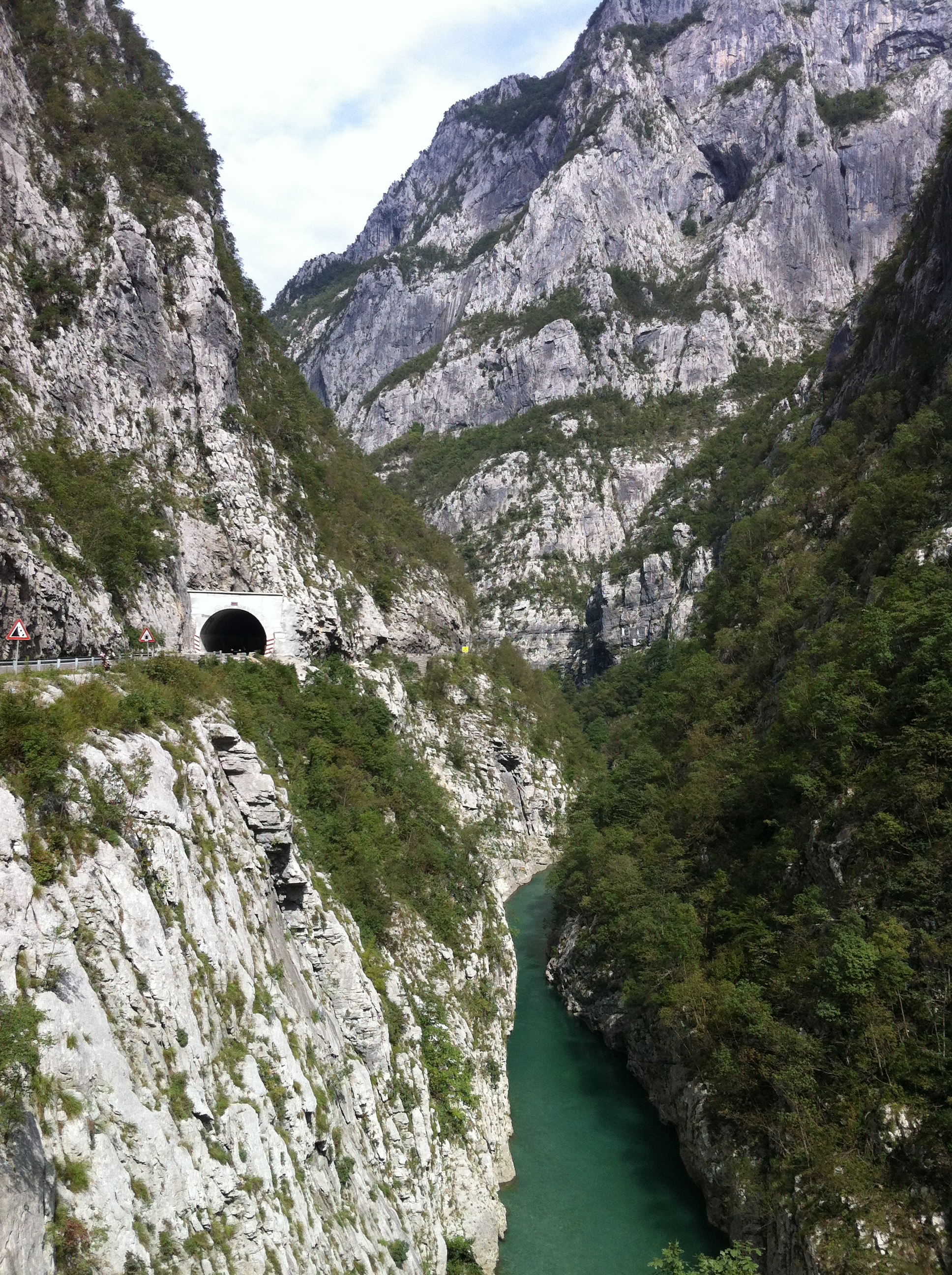
Kolasin.

Les montagnes du Monténégro comptent parmi les terrains les plus accidentés d'Europe et parmi les parties qui furent les plus érodées dans la péninsule balkanique pendant la dernière ère glaciaire. Le territoire culmine au Zla Kolata, dans les monts Prokletije, à une altitude de 2 534 m.

## Histoire

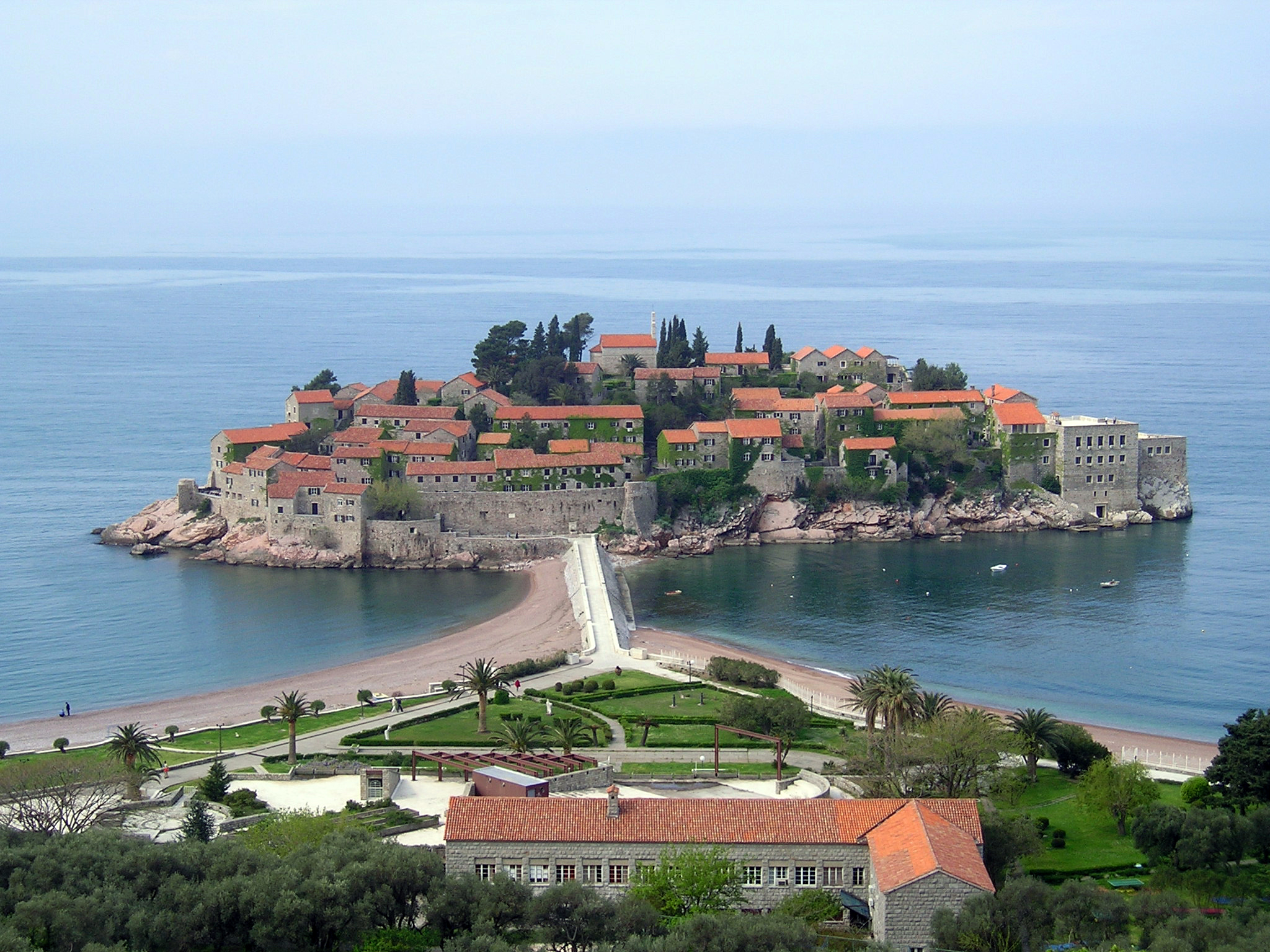
L'île de Sveti Stefan près de Budva, sur le littoral adriatique.

Le Monténégro a une histoire de plusieurs siècles en tant que possession ottomane, duché semi-indépendant, principauté autonome, puis en tant que royaume indépendant en 1910, avant de rejoindre en 1918 le royaume des Serbes, Croates et Slovènes (futur royaume de Yougoslavie). Au cours de la Seconde Guerre mondiale, il est séparé de la Serbie et occupé par l'Italie qui en fait un gouvernorat. Après la fin de la guerre en Yougoslavie, le nouveau régime communiste le transforme en république socialiste du Monténégro, l'une des républiques fédérées de la république fédérative socialiste de Yougoslavie.
Devenu en 1992 un des deux États constitutifs de la république fédérale de Yougoslavie, il fait partie, après la dissolution de celle-ci en 2003, de la communauté d’États de Serbie-et-Monténégro, instaurée de façon transitoire.
Le Monténégro est dominé à partir de l'éclatement de la Yougoslavie par Milo Đukanović (premier ministre à quatre reprises et également par deux fois président), accusé d'avoir mis en place un régime autoritaire et clientéliste, tout en entretenant des relations étroites avec le crime organisé,. Les privatisations massives de l'ère Đukanović conduisent à l'enrichissement de celui-ci et d'oligarques qui lui sont proches. Son frère Aleksandar, propriétaire de la première banque privée du Monténégro, a supervisé les privatisations, tandis que sa sœur, Ana Kolarevic, a longtemps contrôlé l’appareil judiciaire. Les réseaux clientélistes du parti au pouvoir ont dominé tous les segments de la vie sociale. Il fallait avoir la carte du parti pour lancer une affaire ou obtenir un poste dans l’administration. Cette politique a aussi contribué à renforcer les disparités régionales et inégalités sociales. Le taux de chômage grimpe à 36,6 % dans la partie nord du pays, contre 3,9 % dans la région côtière, tandis qu'un quart de la population vit sous le seuil de pauvreté (2018).
Dans la soirée du 3 juin 2006, le Parlement du Monténégro proclame officiellement l’indépendance du pays et la dissolution de la communauté de Serbie-et-Monténégro, conformément au vœu des Monténégrins exprimé lors du référendum du 21 mai précédent.
L'Islande, par la voix de son ministre des Affaires étrangères Geir Haarde, devient le premier pays au monde à reconnaître le Monténégro comme un pays indépendant et souverain. La Russie lui emboîte le pas le 11 juin, devenant ainsi la première grande puissance à le faire, suivie deux jours plus tard par les États-Unis, le Royaume-Uni et la France qui adoptent la même attitude, tout comme le gouvernement de Serbie.
Le 22 juin 2006, le Monténégro devient le 56e État membre de l'OSCE (Organisation pour la sécurité et la coopération en Europe), puis le 28 juin il est admis en tant que 192e État membre de l’Organisation des Nations unies.
Le 15 décembre 2008, le Monténégro présente sa candidature à l'Union européenne. L'euro était déjà la monnaie locale de facto avant même l'indépendance du pays, bien que le pays ne fasse pas partie de la zone euro.
Le Monténégro devient le 29e membre de l'OTAN le 5 juin 2017.
Le 27 août 2022, il subit une attaque informatique « sophistiquée » visant plusieurs institutions et menaçant des infrastructures publiques. Le pays appelle à l’aide internationale et accuse la Russie. En mars 2022, la Russie avait ajouté le Monténégro sur sa liste de « pays ennemis », après son alignement sur des sanctions de l'Union européenne contre Moscou en raison de son invasion de l'Ukraine en février. Toutes les infrastructures essentielles sont menacées, notamment les systèmes d'électricité et d'approvisionnement en eau.
En 2023, l'élection de Jakov Milatović en tant que président ainsi que, par la suite, la victoire du parti Europe maintenant ! aux législatives renforcent les orientations pro-occidentales du pays. L'adhésion à l'Union européenne reste toutefois conditionnée, en 2024, à des progrès significatifs dans les domaines de la lutte contre le crime organisé, la corruption, et les libertés d'expression. Les gangs mafieux présentent en particulier un risque important pour la sécurité dans le pays, en en faisant une plaque tournante dans le trafic de drogue.

## Politique et administration

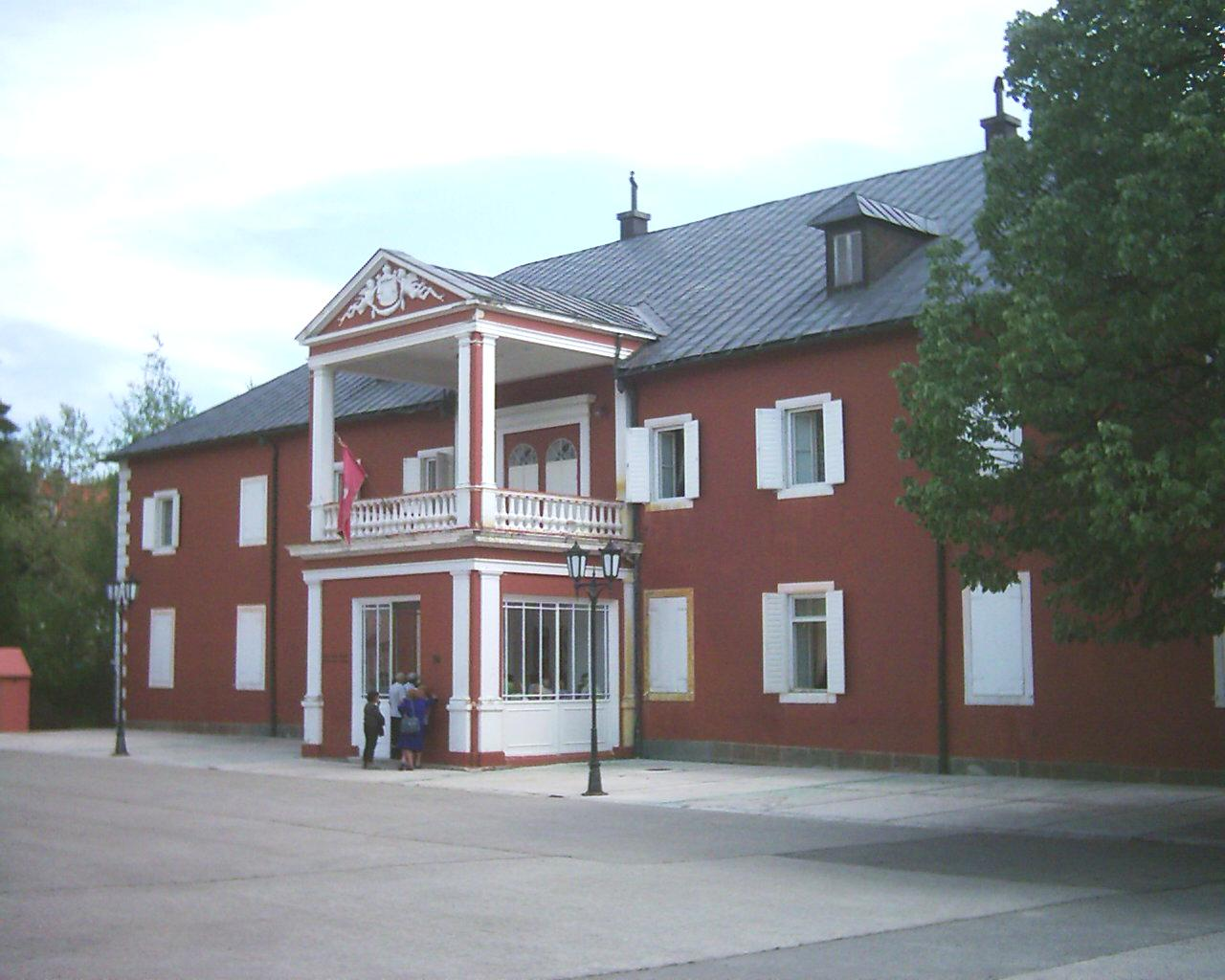
Façade principale du palais des princes puis des rois de Monténégro à Cetinje.

Le Monténégro se proclame en 1991 « État écologique » et inscrit cette définition dans le premier article de sa Constitution en 1992. Pourtant, les constructions d'hôtels luxueux détruisent le littoral et les forêts sans respecter le patrimoine. Le tourisme de masse et le développement économique détériorent le pays, à l'instar du saccage de la réserve naturelle d'Ada Bojana.
Aucun système de recyclage ne permet de trier les déchets, des décharges sauvages s'accumulent dans le pays.
Le droit de vote est accordé aux Monténégrins résidant dans le pays depuis plus de deux ans de façon continue. Cela interdit le droit de vote à la diaspora monténégrine, qui compte 800 000 personnes, rien qu'en Serbie, alors que le Monténégro est peuplé d'un peu moins de 700 000 habitants.
Le 12 juillet 2011, le Parlement du Monténégro a adopté la loi sur le statut de la dynastie Petrović Njegoš. Le chef de la maison royale actuelle, le prince Nikola, s’est vu allouer un revenu équivalent à celui du président de la République.

### Subdivisions administratives
Du point de vue administratif, le Monténégro est divisé en 21 « municipalités » (opština en monténégrin), chacune portant le nom de sa ville principale.

### Relations avec l'Union européenne
Le Monténégro mène un processus d'adhésion à l'Union européenne. Le processus d'adhésion impose au Monténégro de régler les problèmes liés à la criminalité, à la contrebande, au nationalisme (la région doit toujours faire face aux problèmes liés au multiculturalisme), à la corruption, à la liberté d'information et à la capture des criminels de guerre. Le processus de séparation administrative de la Serbie est, en outre, encore loin du terme. Toutefois, ces dernières années, le Monténégro a progressé dans pratiquement tous les critères d'adhésion (démocratie, État de droit, économie)[réf. nécessaire].
Le 15 octobre 2007, le Monténégro signe un accord de stabilisation et d'association (entré en vigueur le 1er mai 2010) avec l’Union européenne, ce qui constitue un premier rapprochement en vue d'une adhésion.
Le 15 décembre 2008, le Monténégro dépose sa demande officielle de candidature à l'adhésion à l'Union européenne.
Le 9 novembre 2010, la Commission européenne estime que le Monténégro a fait des progrès significatifs, et propose que lui soit accordé le statut de candidat à l’adhésion.
Le 17 décembre 2010, le Conseil européen qui réunit les États membres adopte cette proposition et donne au Monténégro le statut officiel de candidat, ce qui signifie que des négociations d'adhésion vont pouvoir être ouvertes. Le président du Parlement monténégrin Ranko Krivokapić déclare : « Cela constitue une grande récompense, avec une obligation encore plus grande. »
Le Monténégro est un candidat officiel à l'intégration européenne depuis 2018. En février 2018, la Commission européenne a déclaré que l'adhésion du Monténégro à l'Union européenne pourrait être possible à l'horizon 2025.

## Société

### Démographie
La population du Monténégro est estimée à 622 359 habitants en 2018, correspondant à une densité de 45 hab./km2.

### Langues

#### Un pays polyglotte
Du point de vue strictement linguistique, on parle principalement cinq langues au Monténégro :
- le chtokavien méridional (variante de serbo-croate) : 94,38 % ;
- l'albanais : 5,26 % ;
- l'italien : 0,36 % de langue maternelle, mais seconde langue parlée par 10-15 % de la population. Les chaînes de télévision italiennes sont, comme en Albanie, très regardées au Monténégro ;
- l'anglais : langue d'enseignement, très présente chez les plus jeunes et l'élite économique ;
- l'allemand : de nombreux Monténégrins travaillent ou ont travaillé en Allemagne et en Autriche ; la langue est très prisée dans le secteur du tourisme et elle est présente chez les plus jeunes.

Du point de vue politique, le chtokavien méridional, qui fait partie de la variante iékavienne du diasystème slave du centre-sud (jadis appelé serbo-croate), lui-même faisant partie des langues slaves méridionales, est enregistré sous trois dénominations (voir ci-dessous la section Langue « monténégrine ») :
- serbe : de 31,99 à 63,5 % ;
- monténégrin : 21,53 à 43,16 % ;
- bosnien : 5,5 %[30].

#### Langue monténégrine
D'après la Constitution du Monténégro du 19 octobre 2007, la principale langue officielle est le monténégrin. Mais l'usage du serbe, du croate, du bosnien et de l'albanais est aussi accepté officiellement. Le monténégrin, le serbe, le croate et le bosnien sont les dénominations politiques du chtokavien méridional parlé par plus de 90 % des habitants, variante iékavienne du serbo-croate. Même si certains linguistes utilisent encore le terme « serbo-croate » pour désigner la langue parlée au Monténégro, en Serbie, en Bosnie-Herzégovine et en Croatie, le « serbo-croate » n’existe officiellement plus, chaque pays nommant sa langue « monténégrin », « serbe », « bosniaque » (voire « bosno-serbe » ou « bosnien » en fonction de l’écriture utilisée) ou « croate ». C'est pourquoi les linguistes ont adopté, en majorité, un nouveau nom pour cette langue : le BCMS.
Il n'y a pas d'isoglosse entre ces dénominations (les locuteurs se comprennent spontanément, sans traducteur) : leur définition est donc politique, et les limites entre les dénominations sont « poreuses » et varient d'un recensement à l'autre : le pourcentage des Serbes varie de 31,99 à 63,5 % et celui des Monténégrins de 21,53 à 43,16 % selon les sondages, les mêmes personnes pouvant se déclarer l'un ou l'autre d'un sondage ou d'un recensement à l'autre. Cela montre à quel point la différenciation est psychologique et politique plutôt que linguistique ou culturelle. Depuis l'accession à l'indépendance, les citoyens monténégrins qui se définissent comme « Serbes » sont plus nombreux dans le Nord, dans les territoires rattachés au Monténégro en 1913 (voir carte : en bleu), tandis que ceux qui se définissent comme « Monténégrins » sont plus nombreux dans le Sud, dans le territoire déjà monténégrin avant 1913. Le gouvernement a provoqué des protestations chez les enseignants partisans de l'union avec la Serbie, en souhaitant que les manuels scolaires appellent chtokavien méridional « langue maternelle » et non plus « monténégrin », « serbe » ou « croate ») la langue parlée au Monténégro.
En revanche, il y a entre les dénominations des différences partielles de lexique (certains mots, certaines conjugaisons ou déclinaisons varient) et surtout une différence d'alphabet : il est cyrillique et latin en Serbie (avec une utilisation courante de l'alphabet latin en dehors des situations officielles) et dans la république serbe de Bosnie, mais uniquement latin en Croatie et dans la fédération de Bosnie-et-Herzégovine. Au Monténégro, l'alphabet latin est utilisé par les Croates, les Bosniens et une partie des Monténégrins, et l'alphabet cyrillique par la majeure partie des Monténégrins et par les Serbes. La tendance actuelle est à utiliser davantage l'alphabet latin.

### Ethnies
La législation du Monténégro distingue, comme dans les pays voisins, la citoyenneté selon le droit du sol (aux termes duquel tous les citoyens du pays sont des « Monténégrins ») et la nationalité ou ethnie selon le droit du sang (aux termes duquel les habitants peuvent se déclarer d'ethnie monténégrine, serbe, croate, albanaise, bosniaque, musulmane, italienne…). Il existe ainsi des statistiques ethniques qui ne recoupent que partiellement les statistiques linguistiques, puisque l'on peut déclarer par exemple être Monténégrin de langue serbe, ou inversement.

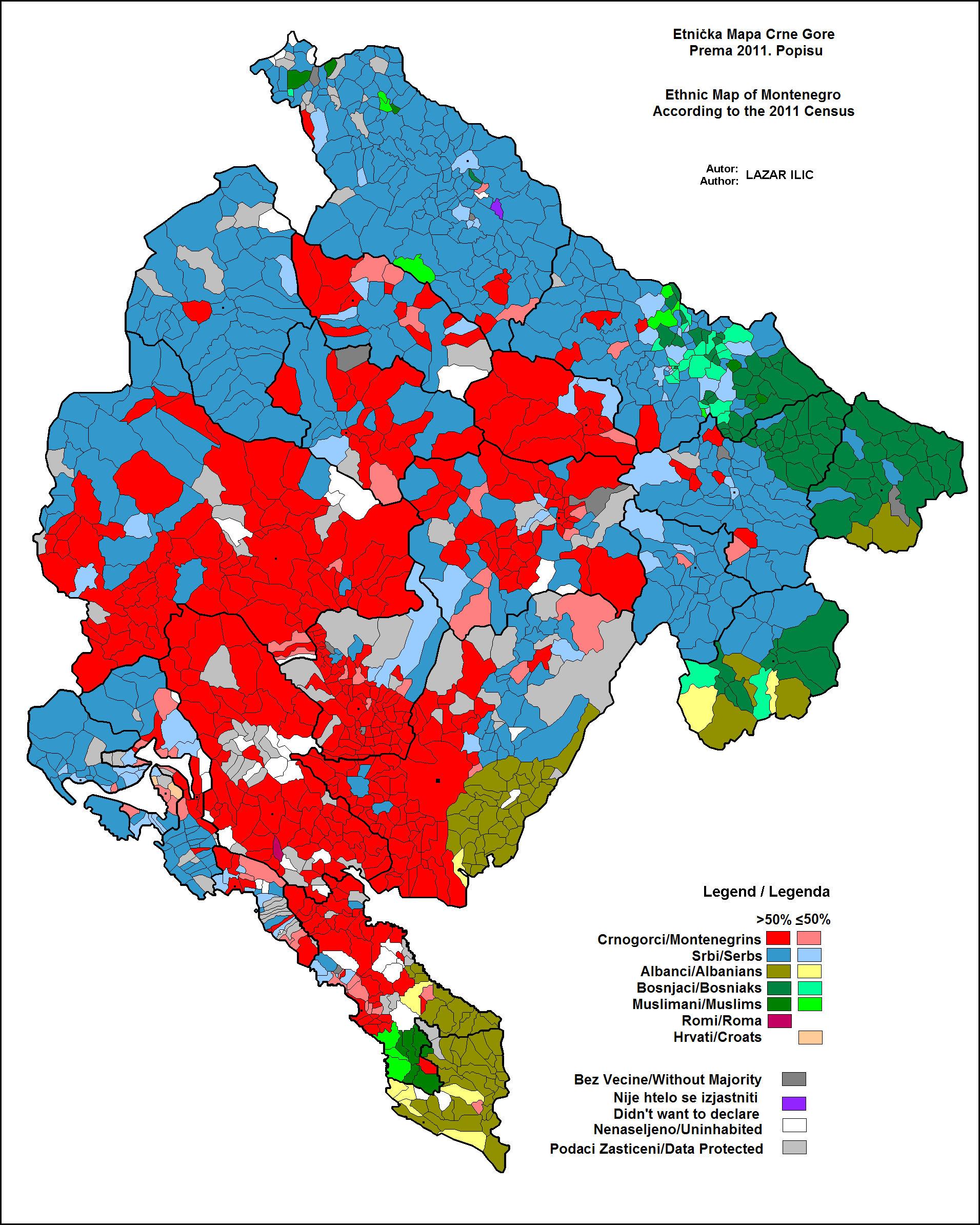
Carte des appartenances ethniques déclarées au Monténégro selon le sondage de 2011.

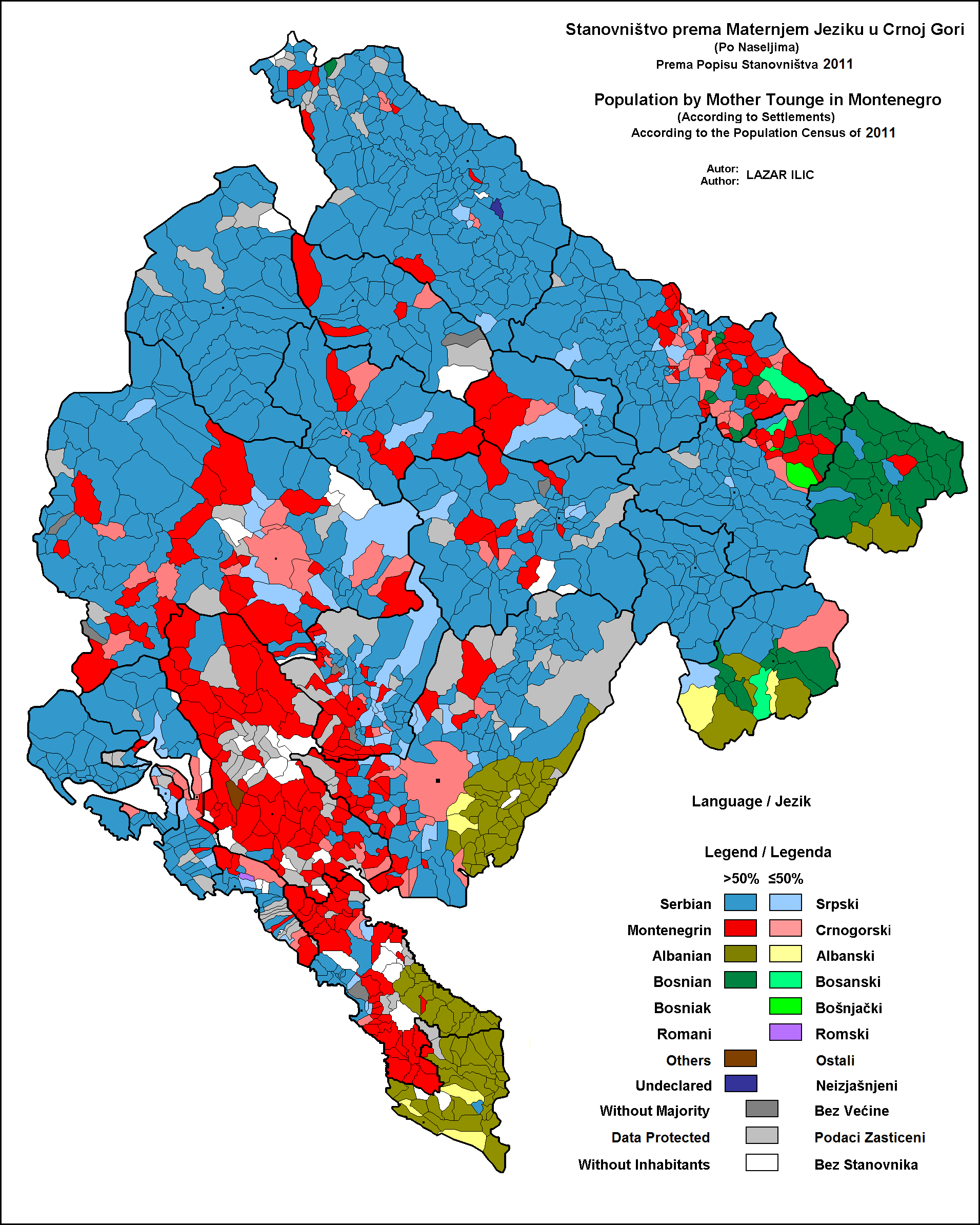
Carte des langues maternelles déclarées au Monténégro selon le sondage de 2011.

Un sondage sur la composition ethnique du Monténégro réalisé en 2011 donne les résultats suivants :
- Monténégrins : 44,98 % ;
- Serbes : 28,73 % ;
- Bosniaques : 8,65 % ;
- Albanais : 4,91 % ;
- Musulmans : 3,31 % ;
- Roms : 1,01 % ;
- Croates : 0,7 % ;
- autres / ne se prononcent pas : 4,87 %.

Les Albanais sont situés en majorité à l'est et au sud-est du pays, aux frontières du Monténégro et de la Serbie et à la frontière avec l'Albanie. Les Serbes, les Bosniaques et les Musulmans vivent en majorité dans la zone nord, dénommée aussi Sandžak. La petite minorité croate est localisée pour sa presque totalité dans les bouches de Kotor.
Les Albanais du Monténégro représentent 10 % de la population et sont majoritairement de confession musulmane. Ils se trouvent surtout au sud du Monténégro à la frontière avec l'Albanie. Au Monténégro, ils portent des noms slavisés et leurs groupes sont subdivisés en malisor, shqiptar et albanci.

### Religions
Un sondage sur la composition confessionnelle du Monténégro réalisé en 2011 donne les résultats suivants,, :
- Orthodoxes : 72,07 % ;
- Musulmans : 19,1 % ;
- Catholiques : 3,44 % ;
- Athées : 1,24 % ;
- autres : 1,51 % ;
- ne se prononcent pas : 2,61 %.

## Économie
- Produit intérieur brut (PPA) : 9,638 milliards de dollars en 2015[34]
- PIB/habitant (PPA) : 16 016 dollars en 2015[35]
- Taux de croissance : 5,5 % (2006)
- Taux de chômage : 22 % (2017)[36]
- Inflation : 2,4 % (2017)[36]
- Dette publique : 63,7 % du PIB (2017)[36]
- Principales matières premières : la bauxite, le minerai de fer et le lignite
- Principales industries : tabac, métallurgie (aluminium), sel
- Production agricole : légumes, céréales, pomme de terre, tabac, viticulture, agrumes, olives, figues
- Tourisme : 15 % du PIB
- Monnaie : euro (non officielle mais utilisée de facto depuis 2002).
- En 2024, le Monténégro est classé en 65e position pour l'indice mondial de l'innovation[37].

### Transports

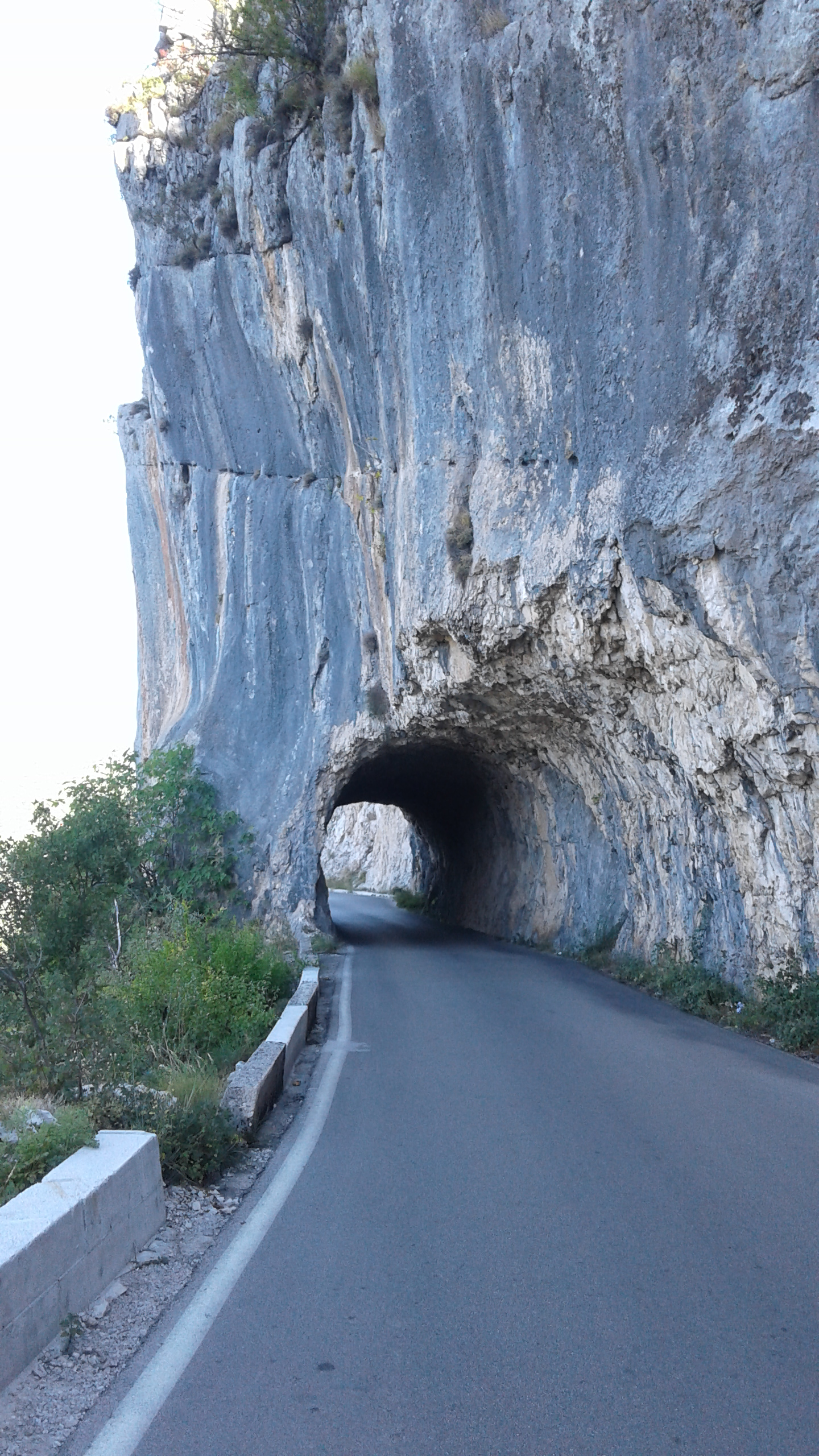
Un tunnel près du monastère d'Ostrog.

Les infrastructures routières du Monténégro ne respectent pas encore les standards européens. Malgré un réseau routier étendu, aucune route n'est construite avec les standards autoroutiers. La construction de nouvelles autoroutes est considérée comme une priorité nationale, puisqu'elle doit permettre un meilleur développement régional et touristique. Deux routes européennes traversent actuellement le Monténégro, la E65 et la E80.
La colonne vertébrale du réseau ferroviaire monténégrin est la ligne Belgrade-Bar. Cette ligne croise les lignes Nikšić-Podgorica et Podgorica–Shkodër au niveau de la capitale monténégrine. La première a été rouverte au transport de passagers fin 2012 tandis que la seconde qui rejoint l'Albanie n'est utilisée que pour le fret.
Le Monténégro est desservi par deux aéroports internationaux, l'aéroport de Podgorica et celui de Tivat. Ces deux aéroports ont été utilisés par 1,1 million de passagers en 2008. La compagnie aérienne nationale est Montenegro Airlines.
Le port de Bar est le principal port maritime du Monténégro. Construit initialement en 1906, le port a été quasiment totalement détruit pendant la Seconde Guerre mondiale. Sa reconstruction a commencé en 1950. De nos jours, le port est équipé pour permettre le transport de plus de 5 millions de tonnes de fret par an. Pour autant, la dissolution de l'ancienne Yougoslavie et la petite taille de l'industrie monténégrine font que le port fonctionne à perte et largement en deçà de ses capacités. La rénovation de la ligne ferroviaire Belgrade-Bar et le projet de construction de l'autoroute (en) Belgrade - Bar sont censés relancer l'activité portuaire.

#### Chantier de l'autoroute du port de Bar à la Serbie

##### Un projet controversé et négocié dans des conditions opaques
Toutefois, ce projet de l'autoroute lancé en 2015 sous le gouvernement du premier ministre Milo Dzukanović rencontre plusieurs profondes et graves difficultés.
D'une longueur initiale de 169 km, le projet, malgré les mises en garde de l'Union Européenne, est négocié dans des conditions non rendues publiques pour l'attribution des marchés aux entreprises sans aucun appel d'offres public, et financé par un prêt de 944 millions d'euros auprès d'une banque chinoise, la Eximbank. Elle est construite par une entreprise chinoise, la China Road and Bridge Corporation qui fait venir ses propres employés de Chine.
En juin 2021, le chantier n'est terminé qu'à hauteur de 40 km, et aurait dû être livré en 2020. De plus, le dossier fait face à plusieurs scandales présumés de corruption, d'accusation avérée d'opacité et de dégradation écologique notamment dans la vallée de la rivière Tara avec détournement de son tracé, malgré plusieurs autres tracés alternatifs, afin de construire des piliers dans son lit alors que la rivière avait été classée en 1976 au patrimoine de l'humanité par l'Unesco et que la constitution du Monténégro avait inscrit la protection de l'environnement dans son texte depuis 1992.
Sollicités dans un premier temps, l'Union Européenne et le FMI avaient refusé de financer ce projet en raison de son manque de viabilité, son potentiel insuffisant et son risque financier pour l'équilibre des comptes du pays.

##### 2020: changement de gouvernement et publications de documents
Le Premier ministre, Zdravko Krivokapic, nouvellement élu en 2020 sur une demande forte de mettre fin à la corruption généralisée de la part de la population civile, déclare en visite sur le chantier en Juin 2021 :« Je dois reconnaître que c'est l'autoroute la plus chère d'Europe. En Serbie, un tronçon de même longueur et de topographie similaire a coûté 16 millions d'euros par kilomètre, et nous, c'est 26. Je ne comprends pas cette différence. ». Le ministre de l'Investissement du Monténégro, Mladen Bojanic ajoute « Personnellement, je n'aurais pas signé ce contrat. Surtout avec ses contreparties sur le crédit dont je pense qu'elles sont dangereuses pour notre territoire. ».
De nombreux documents dont les contrats avec la  banque chinoise et le constructeur chinois] sont rendus publics sur décision de justice et également les rapports de la pollution de la rivière Tara dont 90 % de la vie biologique ont disparu à ce jour[Quand ?], ce dont avaient été informées les autorités précédentes dès 2017 en raison des déversement des boues de chantier, des nettoyages des engins de chantier et bétonnières directement dans le lit du cours d'eau.
Tandis que Dritan Abazovic, vice-Premier ministre chargé de la lutte contre la corruption déclare : « Je pense que la seule motivation pour faire une loi spéciale sur l’autoroute était que si un jour, quelqu’un regarde ce qui ne va pas, alors les gens qui ont voté pour cela, ou ceux qui étaient ministre des Transports ou Premier ministre, pourront dire : Nous avons fait exactement ce que la loi nous autorisait ».

#### 2021: l'appel à l'aide à l'Union européenne
En 2021, le Monténégro fait donc appel à l'Union européenne car le contrat prévoit qu'en l'absence de remboursement du prêt chinois, le Monténégro devra céder des terres à la Chine en guise de dédommagement et plus particulièrement la zone portuaire de la ville de Bar dont les infrastructures intéressent particulièrement Pékin dans le cadre de son projet des routes de la soie, et après avoir acquis 65 % du port du Pirée en Grèce à la suite de la crise financière de 2008,. Ce qui équivaut pour le Monténégro à un renoncement de souveraineté sur certaines parties de son propre territoire  ou des installations stratégiques à l'exemple du Laos qui a du céder sa participation majoritaire dans son propre fournisseur national d'électricité à la suite du non-remboursement de son emprunt pour la construction d’un barrage hydroélectrique. Enfin, tout contentieux lié au prêt sera réglé devant une cour arbitrale chinoise.
En réponse, la Commission européenne a prévenu, dans un premier temps, qu'un financement ne lui sera pas accordé pour rembourser son prêt contracté auprès d'une partie étrangère et qu'une solution concernant la construction des parties manquantes pourrait être envisagée à la condition impérative de la transparence dans la gestion et le respect des normes environnementales européennes.
Toutefois, en juillet 2021, le commissaire européen chargé de la politique de voisinage et de l'élargissement, Oliver Várhelyi, a déclaré à Podgorica que Bruxelles travaillait sur une « possible solution pour aider le Monténégro à faire face aux difficultés », l'objectif étant également à terme de contrer l'influence de Pékin dans une zone sensible dans le cadre d'une adhésion étendue aux pays des Balkans et ce dans le respect de l'État de droit et des principes de l'Union européenne.
Ce prêt représente en 2021, 1/5 de la dette totale du pays dans une économie ébranlée par la crise du Covid-19 en 2020 et dépendante du tourisme. Le ou les prêts de l’Organisation de coopération et de développement économiques (OCDE) affichent un taux d’intérêt moyen de 1 % et une durée moyenne de 28 ans, les prêts chinois affichent des taux moyens de 4 % et une durée moyenne de 10 ans.
Le prêt, d'une durée initiale de 14 ans, commence à être remboursé à partir du 21 juin 2021, le Monténégro ayant pu négocier avec deux banques américaines et deux banques européennes un accord sur la couverture du risque de change durant la période et faisant passer le taux d’intérêt de 2 à 0,88 %. L’indexation est également passée du dollar à l’euro, des opérations qui devraient faire gagner 8 millions d’euros par an au pays.
De plus, le pays doit trouver juin 2021, 1 milliard d'euros pour terminer l'autoroute.

### Tourisme
Le Monténégro possède à la fois une côte pittoresque et une région montagneuse au nord. Le pays était une destination touristique prisée dans les années 1980, cependant les guerres de Yougoslavie qui ont touché les pays voisins au cours des années 1990 ont détruit l'image touristique du Monténégro.
La côte adriatique du Monténégro s'étire sur 295 km dont 72 km de plages et comporte de nombreux anciens villages préservés. La région côtière est considérée comme une des grandes « découvertes » touristiques de ces dernières années. Ce n'est qu'à partir des années 2000 que le secteur du tourisme a recommencé à prospérer. Depuis, le pays enregistre de fortes hausses du nombre de touristes et de nuitées. Le gouvernement du Monténégro a fait du développement du tourisme une priorité et veut faire du tourisme un des secteurs majeurs de l'économie du pays. Plusieurs mesures ont notamment été prises pour attirer les investisseurs étrangers et certains projets sont déjà en cours comme c'est le cas de Porto Montenegro (de).

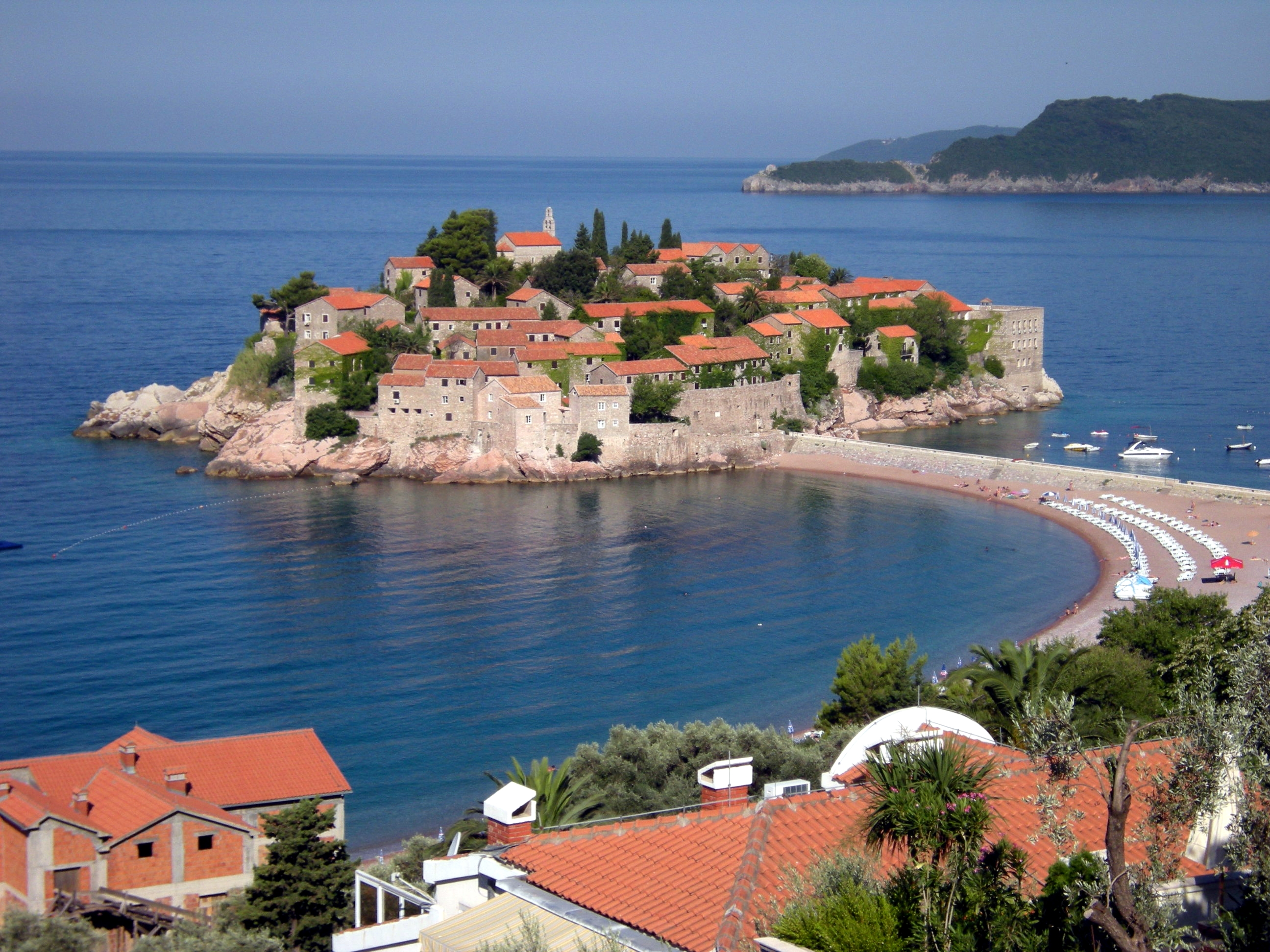
L'île de Sveti Stefan dans la municipalité de Budva.
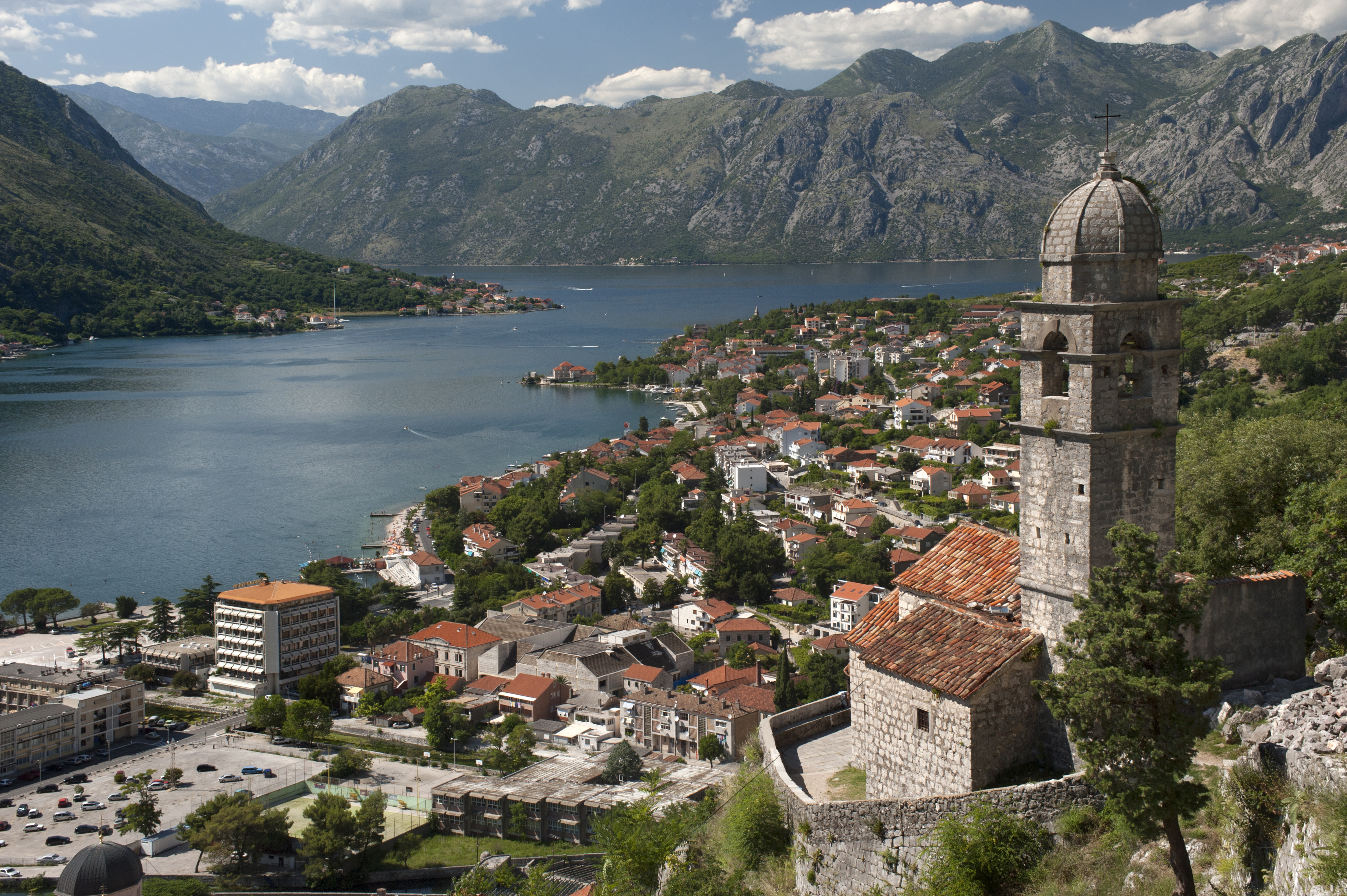
Kotor et sa baie.
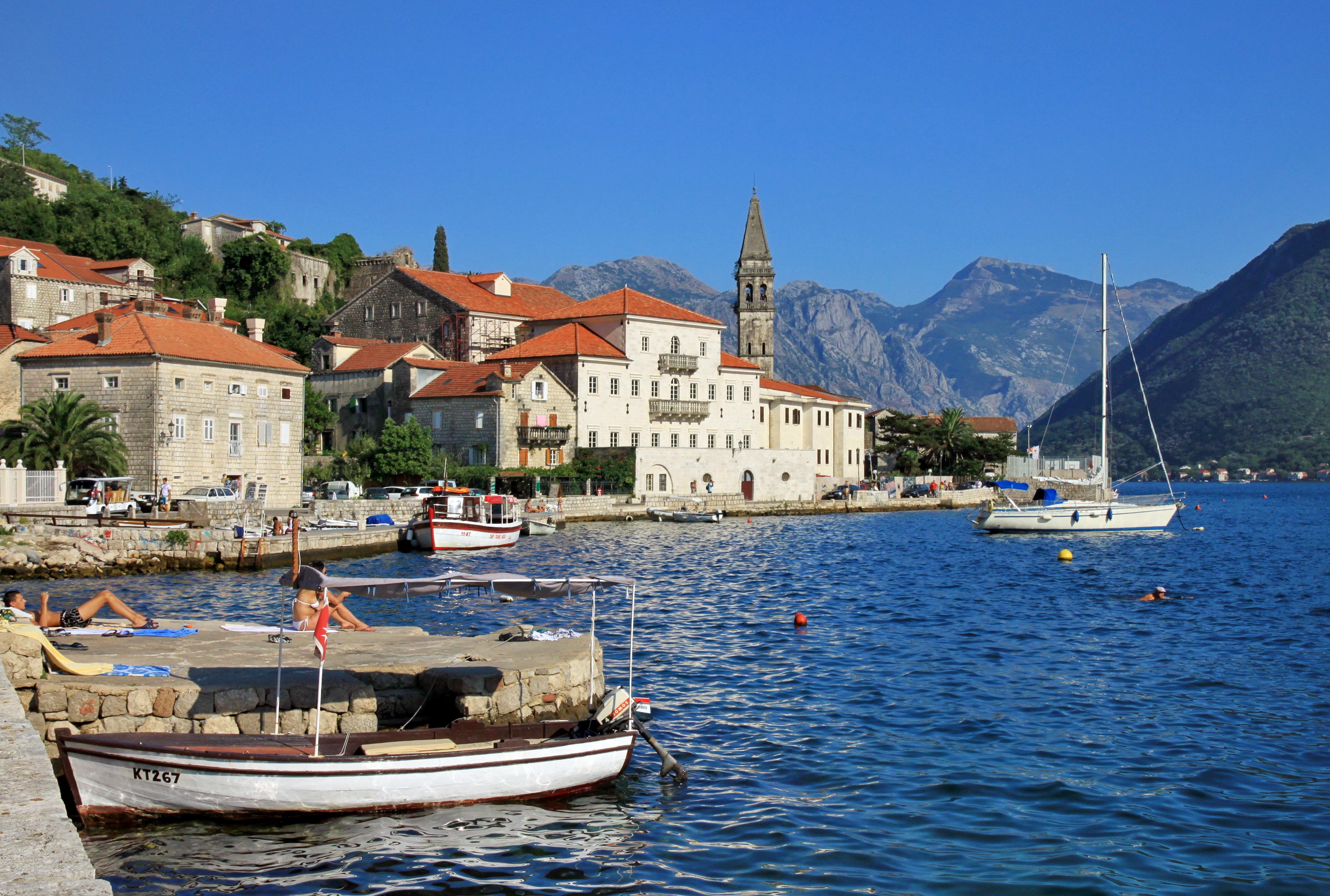
Perast dans les bouches de Kotor.
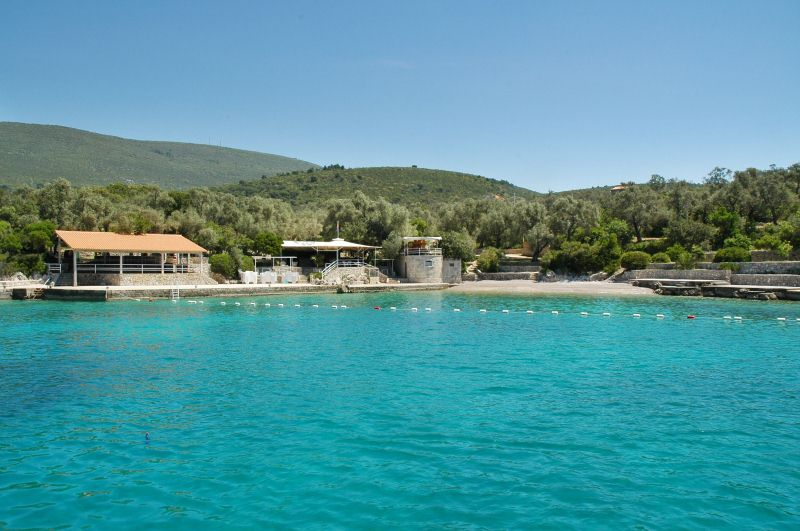
Plage Miriste, Herceg Novi.

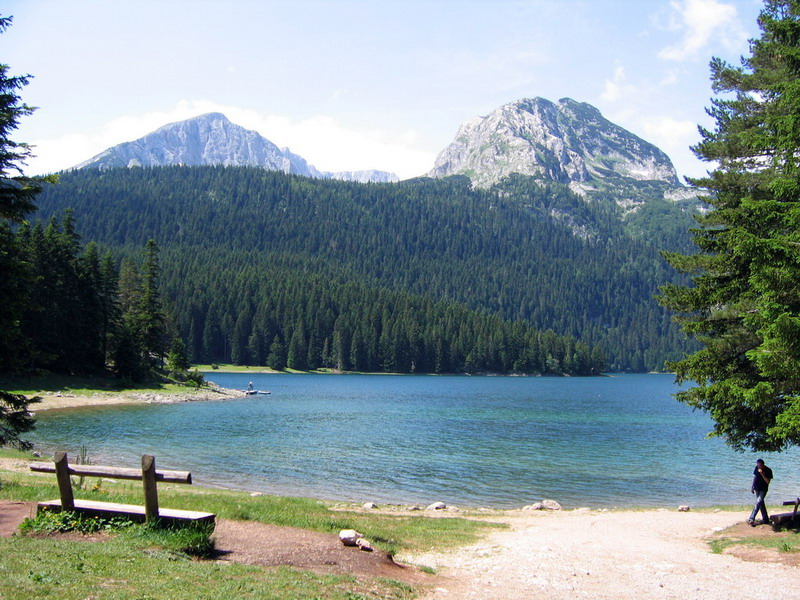
Le lac Noir dans le massif du Durmitor, au nord du pays.
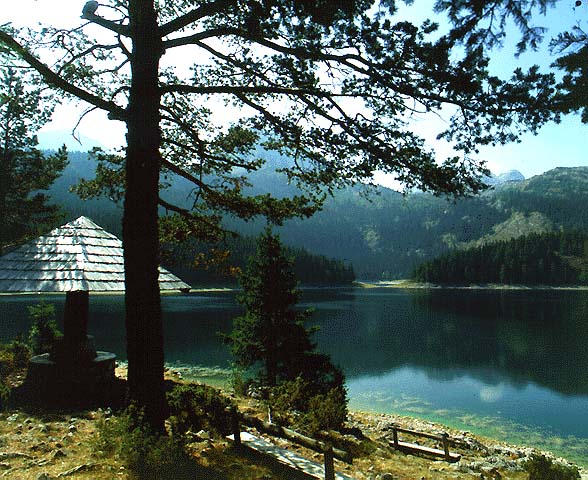
Le lac de Biograd dans le parc national de Biogradska gora.
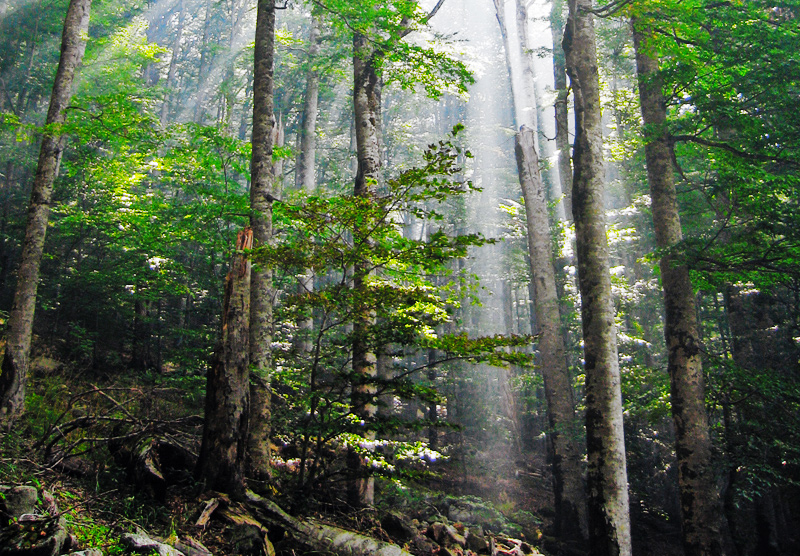
Forêt du parc national de Biogradska gora.
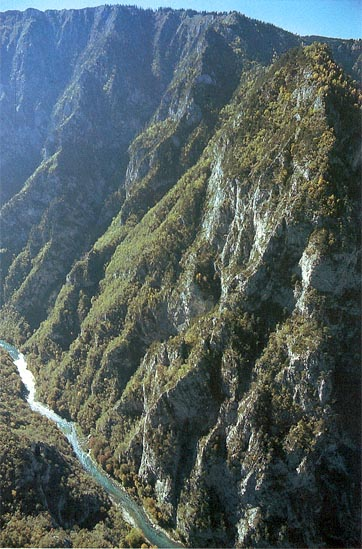
Canyon de la rivière Tara.

## Culture

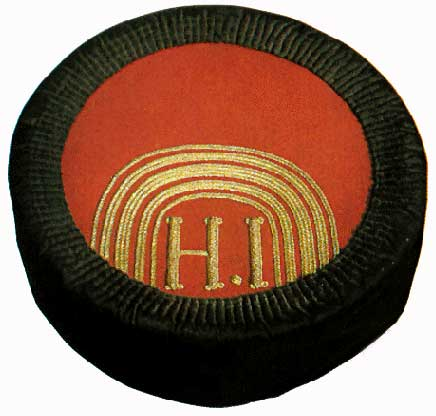
Kapa, chapeau traditionnel monténégrin portant les initiales de Nicolas Ier.

### Lieux culturels
Les villes de Cetinje et de Podgorica sont particulièrement riches en musées et galeries d'art. Nommons, par exemple, le musée national du Monténégro ainsi que l'Institut de la République pour la préservation du patrimoine culturel, à Cetinje. Podgorica abrite quant à elle le Centre d'art moderne et le musée de Podgorica.
Dans chacune de ces deux villes se trouvent respectivement le Théâtre royal « Zetski dom » et le Théâtre national monténégrin.

### Musique
La musique monténégrine est comme toutes les autres musiques de la région fortement imprégnée par l'influence de la musique ottomane. Malgré une présence attestée dès le Moyen Âge, il paraît important de souligner que la musique du Monténégro a quelque peu périclité durant la longue lutte contre les Ottomans, les populations étant trop préoccupées par leur survie pour se consacrer à des activités purement culturelles.
En revanche, la musique monténégrine fut par la suite influencée par les traditions slaves, tziganes, albanaises, austro-hongroises et plus récemment, occidentales. Elle est très proche de la musique serbe, sa voisine immédiate, avec laquelle elle a été liée par l'histoire, de même qu'avec les autres musiques formant l'ex-Yougoslavie.
Exemple de musique d'aujourd'hui : Rambo Amadeus, Highway ou encore Who See.

### Peinture
En émigrant souvent à l'étranger, comme Dado en France, les peintres monténégrins ont joué un rôle majeur dans la diffusion de la culture monténégrine à travers le monde.
- Dado
- Petar Lubarda
- Milo Milunović

### Gastronomie
La gastronomie monténégrine est influencée sur la côte adriatique par la cuisine méditerranéenne, alors que dans l'intérieur du pays, montagneux, les plats se basent plus sur les pommes de terre et les produits laitiers :
- l'ajvar : un condiment à base de poivrons rouges
- les priganice : des sortes de beignets beaucoup moins sucrés, frits au miel
- le burek : le fast-food du Monténégro[pas clair]
- le kamakam : un plat ressemblant à de l'aligot.

## Médias
La Radio Televizija Crne Gore est la société publique de radio et de télévision du Monténégro.
Il existe de nombreuses chaînes de télévisions privées diffusant sur l'ensemble du pays. Les principales stations privées sont :
- RTV Atlas (en), depuis Podgorica ;
- TV Vijesti, depuis Podgorica ;
- Pink M, depuis Budva et Podgorica ;
- Prva Crnogorska televizija, depuis Podgorica ;
- NTV Montena, depuis Podgorica ;
- MBC, depuis Podgorica.

## Sport
Après l'indépendance, les fédérations sportives nationales monténégrines ont été fondées, dont la Fédération du Monténégro de football. L'équipe nationale de football joue à domicile au Podgorica City Stadium. D'une capacité de 24 000 places, il s'agit de l'unique stade monténégrin répondant aux normes de la FIFA pour la tenue de matchs internationaux. Elsad Zverotić est le premier buteur de la sélection.
En water-polo, l'équipe nationale masculine remporte le championnat d'Europe de 2008 et la Ligue mondiale de 2009. Côté club, le Vaterpolo klub Primorac gagne l'Euroligue en 2009 et le Vaterpolo Akademija Cattaro le trophée LEN en 2010.
Le troisième sport de prédilection des Monténégrins est le basket-ball. Durant les années 1990 et jusque dans les années 2000, le KK Budućnost Podgorica remporta de nombreuses victoires aux niveaux yougoslave et européen.
Le handball, en particulier le handball féminin, est aussi devenu extrêmement populaire. L'équipe qui représente le Monténégro sur la scène européenne est le ŽRK Budućnost Podgorica, champion d'Europe en 2012 et 2015. La sélection nationale féminine a remporté la toute première médaille du pays aux Jeux olympiques : une médaille d'argent en 2012 à Londres, et le premier titre européen dans un sport collectif de l'histoire du pays, lors du championnat d'Europe en 2012 à Belgrade, son ancienne capitale. La sélection masculine est quant à elle qualifiée pour la première fois de son histoire au championnat du monde 2013.
Le rugby à XIII se développe également dans le pays, avec la participation en 2019 d'une équipe monténégrine à la Balkan Super League : il s'agit de l'équipe « Région Sud » (Južna regija). En 2021, le pays devient membre observateur de la fédération européenne de rugby à XIII. Au début des années 2020, une équipe nationale est mise en place, qui dispute ses premiers tests-matchs.
En 2023, La Fédération des échecs du Monténégro (MCF), en coopération avec l'European Chess Union (ECU), invite toutes les fédérations nationales d'échecs membres de l'ECU au 23e Championnat d'Europe individuel féminin organisé à Petrovac,.